# Astrid S
Astrid Smeplass (Berkåk, Rennebu; 29 de octubre de 1996), conocida profesionalmente como Astrid S, es una cantante, compositora y modelo noruega. Quedó en el 5º lugar en la versión noruega del reality, Pop Idol en 2013.

## Biografía
Se crio en la pequeña ciudad de Rennebu, (Noruega) y se interesó por la música desde temprana edad. A los 16 participó en la versión noruega de Pop Idol en 2013, y en ese mismo año estrenó su sencillo, «Shattered», con el nombre de Astrid Smeplass. La canción fue coescrita por la cantante y compositora estadounidense Melanie Fontana. Astrid lanzó su primer sencillo «2AM» a los 18 en Universal Music. «2AM» se estrenó en los EE. UU. en 2015. Además estrenó una versión del sencillo, «FourFiveSeconds».
En 2016, Astrid fue telonera de Troye Sivan en su gira europea y estrenó su EP homónimo el 20 de mayo de 2016.
Ganó Årets Spellemann (Artista del Año) en febrero de 2018 en el Spellemannsprisen anual (el equivalente noruego de los Grammys), siendo la primera artista femenina en hacerlo desde 2003.
El 1 de octubre de 2018, Astrid publicó un teaser para el sencillo «Emotion», lanzado el 12 de octubre de 2018.

## Discografía

### LP(s)
| Título             | Detalles                                                                                       | Posiciones en listas |
| Título             | Detalles                                                                                       | NOR                  |
| ------------------ | ---------------------------------------------------------------------------------------------- | -------------------- |
| Leave It Beautiful | - Lanzamiento: 16 de octubre de 2020 - Discográfica: Universal - Formato: CD, descarga digital | 2                    |

### EP(s)
| Año  | EP            | Posiciones en listas | Posiciones en listas |
| Año  | EP            | DEN                  | SWE                  |
| ---- | ------------- | -------------------- | -------------------- |
| 2015 | 2AM (Remixes) | —                    | —                    |
| 2016 | Astrid S      | 38                   | 40                   |

### Singles

#### Como artista solista
| Año                                                                                             | Título                                   | Posiciones en listas | Posiciones en listas | Posiciones en listas | Posiciones en listas | Posiciones en listas | Posiciones en listas | Posiciones en listas            | Certificaciones                                | Álbum              |
| Año                                                                                             | Título                                   | NOR                  | BEL (VL)             | BEL (WAL)            | NZ                   | SWE                  | UK                   | US (Billboard Dance Club Songs) | Certificaciones                                | Álbum              |
| ----------------------------------------------------------------------------------------------- | ---------------------------------------- | -------------------- | -------------------- | -------------------- | -------------------- | -------------------- | -------------------- | ------------------------------- | ---------------------------------------------- | ------------------ |
| 2013                                                                                            | "Shattered"                              | 4                    | —                    | —                    | —                    | —                    | —                    | —                               | - NOR: Oro                                     | Sin álbum          |
| 2014                                                                                            | "2AM"                                    | —                    | —                    | —                    | —                    | —                    | —                    | —                               |                                                | Sin álbum          |
| 2014                                                                                            | "2AM" (Matoma remix)                     | 13                   | —                    | —                    | —                    | —                    | —                    | —                               | - NOR: 3× Platino                              | 2AM (Remixes)      |
| 2015                                                                                            | "Hyde"                                   | 8                    | —                    | —                    | —                    | —                    | —                    | —                               |                                                | Sin álbum          |
| 2015                                                                                            | "Paper Thin"                             | 19                   | —                    | —                    | —                    | —                    | —                    | —                               |                                                | Astrid S           |
| 2016                                                                                            | "Hurts So Good"                          | 6                    | 41                   | 4                    | 18                   | 41                   | 176                  | —                               | - NOR: 3× Platino - DIN: Oro - SUE: 2× Platino | Astrid S           |
| 2017                                                                                            | "Breathe"                                | 3                    | —                    | —                    | 45                   | 71                   | —                    | 39                              | - SUE: Platino                                 | Party's Over       |
| 2017                                                                                            | "Bloodstream"                            | —                    | —                    | —                    | —                    | —                    | —                    | —                               |                                                | Party's Over       |
| 2017                                                                                            | "Party's Over"                           | —                    | —                    | —                    | —                    | —                    | —                    | —                               |                                                | Party's Over       |
| 2017                                                                                            | "Vi er perfekt men verden er ikke det"   | 23                   | —                    | —                    | —                    | —                    | —                    | —                               |                                                | Sin álbum          |
| 2017                                                                                            | "Such a Boy"                             | 2                    | —                    | —                    | 49                   | —                    | —                    | —                               |                                                | Party's Over       |
| 2017                                                                                            | "Think Before I Talk"                    | 1                    | 14                   | —                    | —                    | 20                   | —                    | 10                              | - DIN: Oro - SUE: Platino                      | Sin álbum          |
| 2017                                                                                            | "Boys" (con Lars Vaular)                 | 39                   | —                    | —                    | —                    | —                    | —                    | —                               |                                                | Sin álbum          |
| 2018                                                                                            | "Emotion"                                | 3                    | —                    | —                    | —                    | —                    | —                    | 27                              |                                                | Trust Issues       |
| 2018                                                                                            | "Closer"                                 | —                    | —                    | —                    | —                    | —                    | —                    | —                               |                                                | Trust Issues       |
| 2019                                                                                            | "Someone New"                            | 9                    | —                    | —                    | —                    | —                    | —                    | —                               |                                                | Trust Issues       |
| 2019                                                                                            | "Only When It Rains" (con Frank Walker)" | 33                   | —                    | —                    | —                    | —                    | —                    | —                               |                                                | Sin álbum          |
| 2019                                                                                            | "Sing It with Me" (con JP Cooper)"       | 22                   | —                    | —                    | —                    | 76                   | —                    | —                               |                                                | Sin álbum          |
| 2019                                                                                            | "The First One"                          | 5                    | —                    | —                    | —                    | —                    | —                    | —                               |                                                | Trust Issues       |
| 2020                                                                                            | "I Do (con Brett Young)"                 | 3                    | —                    | —                    | —                    | —                    | —                    | —                               |                                                | Sin álbum          |
| 2020                                                                                            | "Dance Dance Dance"                      | 6                    | —                    | —                    | —                    | —                    | —                    | —                               |                                                | Leave It Beautiful |
| 2020                                                                                            | "Marilyn Monroe"                         | 7                    | —                    | —                    | —                    | —                    | —                    | —                               |                                                | Leave It Beautiful |
| 2020                                                                                            | "It's OK If You Forget Me"               | 7                    | —                    | —                    | —                    | —                    | —                    | —                               |                                                | Leave It Beautiful |
| 2020                                                                                            | "Am I the Only One (con R3hab y Hrvy)"   |                      | —                    | —                    | —                    | —                    | —                    | —                               |                                                | Sin álbum          |
| 2020                                                                                            | "Relations(Felix Sandman)"               | 7                    | —                    | —                    | —                    | —                    | —                    | —                               |                                                | Sin álbum          |
| «—» denota un sencillo que no se incluyó en las gráficas o que no se publicó en ese territorio. |                                          |                      |                      |                      |                      |                      |                      |                                 |                                                |                    |

#### Versiones
- "Undressed" - cover con Julie Bergan (2013)
- "FourFiveSeconds" - cover (2015)

#### Como artista invitada
| Año  | Título                                                                 | Certificaciones                             | Álbum                    |
| ---- | ---------------------------------------------------------------------- | ------------------------------------------- | ------------------------ |
| 2015 | "Running Out" (Matoma con Astrid S)                                    | - CAN: Oro - NOR: 2× Platino - SUE: Platino | Hakuna Matoma            |
| 2015 | "Air" (Shawn Mendes con Astrid S)                                      | - NOR: Platino                              | Handwritten              |
| 2015 | "Dawn" (iSHi con Astrid S)                                             |                                             | Spring Pieces            |
| 2015 | "Waiting for Love (versión acústica)" (Avicii con Astrid S y Prinston) |                                             | Waiting for Love Remixes |
| 2016 | "Dust" (CLMD con Astrid S)                                             |                                             | N/A                      |
| 2017 | "All Night" (The Vamps y Matoma con Astrid S)                          |                                             | Night & Day              |
| 2017 | "Just for One Night" (Blonde con Astrid S)                             |                                             |                          |

## Giras

### Como artista principal
- Party's Over World Tour (2017)

### Como artista invitada
- Troye Sivan – Blue Neighbourhood Tour (2016)
- Troye Sivan – Suburbia Tour (2016)

## Premios y nominaciones
| Nominaciones | Nominaciones            | Nominaciones                                               | Nominaciones    | Nominaciones | Nominaciones |
| Año          | Premio                  | Categoría                                                  | Canción         | Resultado    | Ref.         |
| ------------ | ----------------------- | ---------------------------------------------------------- | --------------- | ------------ | ------------ |
| 2015         | MTV Europe Music Awards | Mejor Actuación Noruega                                    | Astrid S        | Ganadora     |              |
| 2015         | P3 Gull                 | Nueva Promesa del Año                                      | Astrid S        | Ganadora     |              |
| 2015         | P3 Gull                 | Canción del Año                                            | "2AM"           | Ganadora     |              |
| 2016         | MTV Europe Music Awards | Best Norwegian Act                                         | Astrid S        | Nom          |              |
| 2017         | Spellemannprisen '16    | Årets Nykommer & Gramostipend (Artista revelación del año) | Astrid S        | Ganadora     |              |
| 2017         | Spellemannprisen '16    | Årets Låt (Song of the Year)                               | "Hurts So Good" | Nom          |              |
| 2017         | MTV Europe Music Awards | Mejor artista noruego                                      | Astrid S        | Nom          | [ 18 ]       |
| 2018         | Spellemannprisen '17    | Årets Spellemann (Artista del año)                         | Astrid S        | Ganadora     | [ 19 ]       |
| 2018         | MTV Europe Music Awards | Mejor artista noruego                                      | Astrid S        | Nom          | [ 20 ]       |
| 2018         | Premios GAFFA           | Mejor actuación extranjera en solitario                    | Astrid S        | Ganadora     | [ 21 ]       |
| 2019         | MTV Europe Music Awards | Mejor artista noruego                                      | Astrid S        | Nom          | [ 22 ]       |
| 2019         | Premios GAFFA           | Mejor actuación extranjera en solitario                    | Astrid S        | Nom          | [ 23 ]       |